# Katharine McPhee
Katharine Hope McPhee (sinh ngày 25/3/1984) là ca sĩ, diễn viên và nhà viết nhạc người Mỹ. Vào tháng 5 năm 2006, cô là á quân của cuộc thi American Idol mùa thứ 5.
Album mang chính tên mình được ra mắt dưới hãng RCA Records vào ngày 30 tháng 1 năm 2007, đạt vị trí thứ 2 trên bảng xếp hạng Billboard 200 và bán được hơn 381 ngàn bảng (vào tháng 12/2010). Đĩa đơn đầu tiên của album là "Over It" là một trong 30 bài hát nhạc Pop nổi tiếng nhất và nhận được chứng nhận vàng vào năm 2008. Album thứ hai của cô là Unbroken được ra mắt dưới hãng Verve Forecast Records vào ngày 25/1/2010 và đạt vị trí 27 trên bảng xếp hạng Billboard 200. Đĩa đơn của album là "Had It All" đạt thứ hạng 22 trên bảng xếp hạng AC. Bán được 45 ngàn bảng vào tháng 1 năm 2011. Album thứ ba có chủ đề lễ hội tên Christmas is The Time to Say I Love You được phát hành vào ngày 12/10/2010. Album đạt thứ hạng 11 trên bảng xếp hạng Billboard album nhạc lễ hội, trong khi đó đĩa đơn "Have Yourself a Merry Little Christmas" đạt vị trí 15 trên bảng xếp hạng Billboard AC. Vào tháng 1 năm 2011, album bán được hơn 23 ngàn bản. Katharine ra mắt album thứ 4 mang tên Hysteria vào ngày 18/9/2015. Cô cũng ra mắt album thứ 5 mang tên I Fall in Love Too Easily mang chủ đề nhạc jazz vào ngày 17/11/2017.
Cô cũng tham gia diễn xuất trong phim The House Bunny và Shark Night 3D. Cô thủ vai Karen Cartwright trong loạt phim Smash. Từ năm 2014 tới năm 2018, cô thủ vai Paige Dineen trong loạt phim Scorpion của đài CBS.

## Tiểu sử và đời tư
Katharine được sinh ra ở Los Angeles, California. Cha của cô là Daniel McPhee là nhà sản xuất truyền hình, còn mẹ của cô là bà Peisha (nhũ danh Burch) McPhee, là huấn luyện viên thanh nhạc của American Idol từ năm 2011. Cả gia đình chuyển tới khu Sherman Oaks thuộc Los Angeles khi cô 12 tuổi. Peisha nhận ra được khả năng âm nhạc của con gái và quyết định tập luyện thanh cho Katharine. Chị gái của Katharine là Adriana cũng là huấn luyện viên thanh nhạc của American Idol từ năm 2012. Katharine có tổ tiên người Irish, Scottish và Đức.
Katharine theo học ở trường Trung học Notre Dame ở Sherman Oaks, cô cũng tham gia trình diễn trong các buổi biểu diễn nhạc kịch và âm nhạc ở trường. Cô tốt nghiệp vào năm 2002. Cô học ở Boston Conservatory được 3 học kì, chuyên ngành nhạc kịch. Katharine rời trường đại học trước khi tốt nghiệp theo lời khuyên của quản lý, trở về Los Angeles để tham gia thử vai. Katharine được nhận một vai trong một chương trình của MTV sản xuất tên You Are Here, cô thủ vai một người chị của một cô gái nổi tiếng. Tuy nhiên, MTV không bao giờ chiếu loạt phim này.
Tháng 3/2005, cô nhận vai Annie Oakley trong nhạc kịch Annie Get Your Gun do nhà hát Cabrillo sản xuất. Cô còn được đề cử cho giải "Nữ diễn viên nhạc kịch xuất sắc" của giải Los Angeles Stage Ovation. Katharine cũng có một vai nhỏ Paramount Girl trong bộ phim nhạc kịch năm 2007 Crazy, dựa trên cuộc đời của Hank Garland. Katharine ghi hình cho bộ phim vào đầu năm 2005, trước khi đi thi American Idol.
Katharine mắc chứng rối loạn ăn uống. Cô kể với tạp chí People rằng khi cô 13 tuổi, cô bắt đầu tự bỏ đói mình và tập thể dục điên cuồng, ở tuổi 17, mỗi lần ăn là cô lại ói. Cô tăng lại kí do ăn không ngừng nghỉ. Sau 7 năm đương đầu với bệnh tật, cô tham gia chương trình chữa trị hồi phục 3 tháng sau khi thành công ở vòng thử giọng của American Idol; chương trình hồi phục của cô kết thúc chỉ một thời gian ngắn trước khi vòng bán kết được diễn ra vào tháng 2 năm 2006. Trong suốt thời gia diễn ra cuộc thi, cô sụt 14 kg trong quá trình điều trị.
Cô kể với tạp chí Teen Vogue vào tháng 5 năm 2007, "tôi thèm cái gì ăn cái đó, tôi chỉ cẩn trọng về phần ăn của mình thôi". Cô cùng chị của mình xuất hiện trong chương trình The Dr. Keith Ablow Show vào ngày 18 tháng 9 năm 2006 để thảo luận về chứng ói và nỗi sợ cha của mình. Trong chương trình đó, cô cũng tiết lộ là mình được chẩn đoán với chứng khó học trong những năm trung học, nhưng hóa ra là chứng liên quan tới khúc xạ đã khiến cô gặp khó khăn trong việc đọc. Katharine cũng tiết lộ rằng mình được xem là cô gái "xinh xắn nhưng ngu ngốc" trong trường vì chứng khó đọc.

## Sự nghiệp

### American Idol
Năm 2005, Nick Cokas (sau này là chồng cũ của cô) cùng với ba mẹ thuyết phục Katharine tham gia chương trình American Idol. Cô thử giọng ở San Francisco với bài hát "God Bless the Child", đây là bài hát của Billie Holiday và được chọn vào vòng trong của mùa thứ năm được lên sóng vào năm 2006. Sau vòng đầu tiên ở Hollywood, cô trình diễn ca khúc "I'll never love this way again" của Dionne Warwic, nhận được rất nhiều lời khen từ ban giám khảo. Trong vòng thứ hai của cuộc thi vòng hát nhóm 4 người, cô trình diễn ca khúc "I Can't Help Myself (Sugar Pie Honey Bunch)" và quên lời bài hát, tuy nhiên giám khảo vẫn có lời khen ngợi cho cả nhóm. Trong vòng thứ 3, cô trình diễn cappella bài hát "My funny Valentine" và lọt vào top 40. Katharine đã rất thất vọng khi bạn cùng nhóm là Crystal Stark đã không lọt vào top 24. Sự tham gia của cô là khởi đầu cho cụm từ "McPheever". Nhà sản xuất nhạc David Foster và ca sĩ Andrea Bocelli tham gia top 6 với tư cách là hướng dẫn khách mời của cuộc thi đã mở đầu cho những hợp tác sau này của Katharine, vì cả ba sau đó đã hợp tác với nhau trong nhiều dự án âm nhạc sau cuộc thi American Idol. Tháng 5/2006, cô về thăm lại trường trung học của mình,, Thị trưởng Antonio Villaraigosa cũng tham dự và tuyên bố đó là Ngày Katharine McPhee. Cô đạt vị trí á quân còn quán quân là Taylor Hicks.

### 2006-08: Katharine McPhee và dự án phim
Ngày 6/6/2006, hãng Sony BMG thông báo Katharine đã kí hợp đồng với 19 Recordings Limited của nhà sáng tạo chương trình American Idol là Simon Cowell và hãng thu âm RCA Records của Sony BMG. Cũng trong tháng 6, Katharine trình diễn ở J.C Penney Jam: Concert for America's Kids, trình diễn ca khúc "Somewhere Over the Rainbow" và song ca bài "Somos Novios" với Andrea Bocelli.
Đĩa đơn "Somewhere Over the Rainbow/My Destiny" được phát hành vào ngày 27/6/2006 bởi hãng RCA Records. "Somewhere Over the Rainbow" đạt hạng 12 trên bảng xếp hạng Billboard Hot 100 và "My Destiny" đạt hạng 60. Sau 32 tuần ra mắt, cả hai đã leo lên vị trí thứ 4 trên bảng xếp hạng Billboard đĩa đơn, được xem là đĩa đơn bán chạy thứ hai trong năm 2006 chỉ sau đĩa đơn của quán quân Taylor Hicks là "Do I Make You Proud". Cả hai trụ trên 58 tuần trên bảng xếp hạng.
Vào tháng 7, Katharine bỏ lỡ 3 tuần lưu diễn của American Idol Tour vì vấn đề sức khỏe. Sau đó cô tham gia tour lưu diễn vào ngày 28/7 ở show diễn ở Washington DC, trình diễn hai ca khúc "Over the Rainbow" và "Black Horse and the Cherry Tree" thay vì 4 bài như dự định theo yêu cầu của bác sĩ thanh quản. Ngày 1/8 ở buổi biểu diễn ở Charlotte, North Carolina, cô bị trật chân do ngã và va vào nẹp bốt cao cổ. Sau khi hồi phục, Katharine thêm vào ca khúc "Think" cho set trình diễn của mình.
Katharine thu âm ca khúc "Can't Help Falling in Love" cùng với Andrea Bocelli cho album Under the Desert Sky, được phát hành dưới định dạng CD/DVD vào ngày 7/11/2006.
Cô kí hợp đồng 2 năm với Sexy Hair Concepts vào năm 2006, trở thành người đại diện là người nổi tiếng đầu tiên cho dòng sản phẩm chăm sóc tóc của hãng. Cũng vào năm 2006, Katharine thành lập một tổ chức từ thiện mang tên McPhee Outreach. Mục đích của tổ chức này là hợp tác với những tổ chức khác để tăng hiệu quả nhiều nhất có thể. Tổ chức từng hợp tác với Lollipop Theater Network cho ra đời chương trình kết nối âm nhạc (tên gọi Rhythm of Hope) cho các bệnh nhi ở các bệnh viện ở Southern California. Chương trình cũng hợp tác với Compassion Services để xây dựng trường mẫu giáo cho quốc gia Burkina Faso thuộc Tây Phi để xóa bỏ nạn mù chữ.
Ngày 1/12/2006, cô ra đĩa đơn "A gift to you/O come all ye faithful". Đĩa đơn đơn được sản xuất bởi Al Gomes của Big Noise, cùng với Walter Afanasieff. Cô cũng trình diễn ca khúc này trong chương trình đặc biệt mừng Giáng Sinh của TNT Network ở thủ đô Washington DC.
Album mang chính tên mình được ra mắt vào ngày 30/1/2007 và bán được 116 ngàn bản chỉ trong tuần đầu tiên, đạt vị trí thứ 2 trên bảng xếp hạng album Billboard 200. Đĩa đơn đầu tiên của album là "Over It" đạt thứ hạng 29 trên bảng xếp hạng Billboard Hot 100. Đĩa đơn thứ hai là "Love Story" lại không đạt được thứ hạng mong muốn.
Đầu năm 2007, Katharine tham gia diễn với vai trò khách mời trong loạt phim web trong tập "Truth or Dare" với vai diễn không tên chỉ có nickname là lonelygirl15. Katharine cũng tham gia loạt phim Ugly Betty với vai trò khách mời trong tập phim "I'm Coming Out". Tập phim được lên sóng vào ngày 1/2/2007. Trong suốt mùa lễ Giáng Sinh năm 2007, Katharine ra mắt đĩa đơn "O Come All Ye Faithful".
Ngày 11/1/2008, có tin rằng Katharine đã hết hạn hợp đồng với RCA Records. Người phát ngôn của hãng cho biết: "Cô ấy sẽ tự thu âm album mới".
Cô cũng kí hợp đồng 2 năm làm người đại diện cho hãng Neutrogena cho dòng sản phẩm chăm sóc da trị mụn. Tháng 3/2008, cô ghi hình quảng cáo đầu tiên của mình được lên sóng vào tháng 5/2008 và được chiếu trên website của Neutrogena. Cô cũng góp giọng trong album của 1 trong 3 giám khảo của American Idol là Randy Jackson mang tên Music Club Vol.1, được phát hành vào ngày 11/3/2008. Katharine cùng với thí sinh của American Idol mùa 5 là Elliott Yamin thu âm ca khúc "Real Love". Ngày 12/3/2008, cô góp mặt trong buổi trình diễn top 12 của cuộc thi American Idol mùa thứ 7. Cô trình diễn ca khúc "Something" của Beatles cùng với David Foster đệm đàn piano cho cô. Sau màn trình diễn, David Foster tiết lộ rằng ông cùng Katharine đang cùng hợp tác làm album thứ hai của Katharine. Cô cũng góp mặt trong concert Hit Man: David Foster và những người bạn, được ghi hình bởi PBS vào tháng 5/2008. Cô trình diễn ca khúc "Somewhere" và song ca bài "The Prayer" với Andrea Bocelli. Bản CD/DVD được phát hành vào tháng 11/2008. David Foster thu âm ca khúc "I will be there for you" cho hãng hàng không Japan Airlines (JAL) cùng với Katharine là giọng ca chính. Từ tháng 6/2008, ca khúc được dùng để quảng bá cho mẫu máy bay phục vụ mới của hãng.
Katharine mở đầu nghiệp diễn xuất của mình với bộ phim The House Bunny thủ vai là một trong những thành viên của hội chị em. Bộ phim ra rạp vào tháng 8/2008, với Anna Faris thủ vai Playboy Bunny dẫn dắt các cô gái trong hội chị em. Được đạo diễn bởi Fred Wolf của hãng Columbia Pictures và sản xuất bởi Happy Madison Productions của Adam Sandler. Cô cũng cho ra mắt cover bài hát "I Know What Boys Like" song ca cùng các diễn viên của bộ phim. Tháng 9/2008, Katharine tham gia concert của Chris Botti được PBS ghi hình ở Boston. Cô hát ca khúc "I've got you under my skin" cùng với Botti trên nền nhạc trumpet. Buổi concert được chiếu trên PBS một số lần trong tháng 1/2009. Album của Chris Botti cũng được ra mắt vào 31/3/2009 dưới định dạng CD/DVD và Blu-ray.

### 2009-10: Unbroken, chương trình truyền hình và dự án phim.
Vào ngày 27/1/2009, Katharine được cho rằng đã kí hợp đồng thu âm với hãng Verve Forecast Records (công ty con của hãng Universal Music Group)
Trong tập phim "Prey" thuộc loạt phim CSI: NY, cô đóng vai một ca sĩ và là nạn nhân bị bám đuôi, cuối cùng cô đã giết chết kẻ bám đuôi. Tập phim được chiếu vào ngày 8/4/2009. Vào tháng 9/2009, cô tham gia chương trình hòa nhạc An Evening of Stars của quỹ United Negro College nhằm tri ân tới ca sĩ-người viết nhạc Lionel Richie. Cô trình diễn ca khúc You Are. Chương trình hòa nhạc được chiếu vào ngày 23 và 24/1/2010. Phiên bản DVD của buổi biểu diễn được phát hành và toàn bộ doanh thu được gửi tới cho quỹ United Negro College. Katharine cùng với Alyson Hannigan, Jaime King, Minka Kelly và Emily Deschanel cùng như xuất hiện trong một video tiệc ngủ vào tháng 10/2009, đoạn phim này xuất hiện trên trang web FunnyorDie.com và những mạng xã hội khác nhằm tuyên truyền chiến dịch kiểm tra bệnh ung thư ngực cho tổ chức Stand Up To Cancer. Đĩa đơn nhạc Giáng Sinh "I'll Be Home for Christmas" được phát hành vào ngày 17/11/2009.
Album thứ hai của Katharine là Unbroken được lên kệ vào ngày 5/1/2010 và đạt vị trí 27 trên bảng xếp hạng Billboard 200 đồng thời bán được 15 ngàn trong tuần đầu phát hành. Katharine hợp tác với nhà sản xuất John Alagia cho album thứ hai này. Đĩa đơn "Had It All" được phát hành trên trang MySpace của cô vào ngày 25/8/2009.
Ngày 19/1/2010, Katharine xuất hiện trong tập phim của The Biggest Loser, cô cũng tham gia hoạt động tình nguyện phân phát thức ăn ở Los Angeles và gặp gỡ các em nhỏ của câu lạc bộ Boys and Girls để bàn luận về việc xóa bỏ nạn đói ở Mỹ. Vào ngày 1/2/2010, Katharine cùng với hơn 75 nhạc công, bao gồm cả Jennnifer Hudson và Jordin Sparks và giám khảo American Idol Randy Jackson tham gia ghi hình bản làm lại của "We are the world" thành "We are the world 25 for Haiti", đây là lễ kỉ niệm 25 năm ngày ra đời của bài hát đồng thời tất cả lợi nhuận sẽ được dùng để quyên góp cho nạn nhân của trận động đất ở Haiti.
Trong mùa thứ 9 của American Idol, thí sinh Didi Benami đã trình diễn ca khúc "Terrified" nằm trong album Unbroken của Katharine, được viết bởi giám khảo cuộc thi là Kara DioGuardi. Sau màn trình diễn đó, lượt tải nhạc của bài hát tăng 10 lần so với những tuần trước đó, tiêu thụ hơn 20 ngàn bản, tăng số lượng tiêu thụ lên 22 ngàn bản. Ngày 22/2/2010, cô xuất hiện trong 110 Stories, được đạo diễn bởi Mark Freiburg và ghi hình ở Geffen Playhouse ở Los Angeles. Cùng tham gia với cô là Ed Asner, Diane Venora, Gail O'Grady, John Hawkes, Malcolm-Jamal Warner và nhiều diễn viên khác. Lợi nhuận được dành cho nạn nhân của trận động đất ở Haiti và được gửi tới hội chữ thập đỏ Los Angeles. Ngày 9/3/2010, cô trình diễn ca khúc "Surrender" ở Nhà Trắng, trước Cựu tổng thống Barack Obama và phu nhân như là một phần của ngày quốc tế phụ nữ. Cô cũng xuất hiện trong tập phim "Basic Genealogy" thuộc loạt phim Community trong vai con gái vợ cũ của nhân vật Chevy Chase và là người nhân vật Joel McHale có tình cảm. Tập phim được chiếu vào ngày 11/3/2010.
Tháng 4/2010, cô xuất hiện trong tập phim Pink House, cô diễn vai Emily là một cô gái thực tế miền Trung nước Mỹ chuyển tới Mahattan Beach ở Los Angeles. Những tập tiếp theo đó được ghi hình vào mùa thu năm 2010 và được sản xuất bởi công ty sản xuất của Conan O'Brien đồng thời cũng là nhà sản xuất đặc biệt. Việc ghi hình diễn ra vào ngày 9/4/2010 nhưng NBC lại không nhận phát hành loạt phim.
Ngày 4/5/2010, phiên bản mới của bài "Terrfied" song ca cùng với diễn viên Zachary Levi được chiếu trên trang web của Entertainment Weekly và được đăng trên iTunes. Video ca nhạc của ca khúc cũng được phát hành tiếp theo đó vào ngày 7/5/2010 trên kênh Vevo. Mùa hè năm 2010, cô hợp tác với Feeding America và tổ chức ConAgraFoods phát động phong trào Hunger-Free Summer Initiative nhằm giúp xóa bỏ nạn đói ở trẻ em trong suốt những tháng mùa hè. Trong suốt tháng 7, cô đã đi khắp mọi miền đất nước cùng với Feeding America nâng cao nhận thức của mọi người.
Cô phát hành album chủ đề nhạc Giáng sinh tên "Christmas is the time to say I Love You" vào ngày 12/10/2010. Album đạt vị trí thứ 11 trên bảng xếp hạng album nhạc lễ hội của Billboard và bán được 1 ngàn bản trong tuần đầu tiên. Một trong số các ca khúc trong album là "Have yourself a Merry Little Christmas" được phát trên đài phát thanh vào tháng 11/2010 và đạt vị trí thứ 11 trên bảng xếp hạng nhạc người lớn của Billboard. Bài hát "Love's Never Leavin" của ca sĩ nhạc đồng quê Chelsea Field do cô đồng sáng tác với nhạc sĩ-ca sĩ Richard Marx và nhà sản xuất Trey Bruce được đăng trên trang tải nhạc iTunes vào ngày 9/1//2010 với 100% lợi nhuận sẽ được gửi đến tổ chức nhân đạo Tammany ở Covington, LA. Vào ngày 15/12/2010, bệnh viện St Jude Children's Research đăng tải một đoạn phim ngắn có mặt Katharine đang hát tặng cho các bệnh nhi bài hát "Lifetime" nằm trong chiến dịch Thanks and Giving.

### 2011-2013: Loạt phim Smash và hợp đồng thu âm mới
Tháng 2/2011, Katharine nhận vai chính trong loạt phim truyền hình tên Smash, cùng với Debra Messing, Megan Hilty, Jack Davenport, Anjelica Huston, Christian Borle và Brian d'Arcy James. Tháng 5/2011, NBC chọn Smash làm loạt phim dài tập. Smash là một bộ phim nhạc kịch nói về một nhóm nhân vật cùng nhau sáng tạo nên những vở diễn lấy cảm hứng từ Marilyn Monroe.
Ngày 9/6/2011, cô kí hợp đồng thu âm với hãng Columbia Records (thuộc Sony Music Entertainment) phối hợp với NBC cho phần âm nhạc của loạt phim Smash. Tháng 7/2011, tạp chí Forbes công bố Katharine đứng vị trí thứ 10 trong top những thí sinh từ cuộc thi American Idol kiếm được nhiều lợi nhuận nhất (cô tranh vị trí này với David Archuleta và David Cook), cô kiếm được 1 triệu đôla Mỹ (trước khi từ phí quản lý) cho những hoạt động âm nhạc và diễn xuất từ tháng 5/2010 tới tháng 5/2011.
Katharine cũng góp mặt trong bộ phim kinh dị Shark Night 3D của đạo diễn David Ellis ra rạp vào ngày 2/9/2011.
Tháng 12/2011, Katharine trở thành người đại diện cho tổ chức Malaria No More nhằm nâng cao nhận thức về bệnh sốt rét.
NBC phát sóng Smash từ ngày 6/2/2012 và nhận được ý kiến phản hồi tốt, đạt 79/100 điểm trên Metacritic. Vào tháng 3/2012, cô đến thăm hai nước ở Châu Phi là Ghana và Burkina Faso trong nỗ lực nâng cao nhận thức phòng chống bệnh sốt rét cùng tổ chức Malaria No More và phân phát mùng chống muỗi. Ngày 26/3/2012, Smash được phát sóng mùa thứ hai. Katharine cũng lồng tiếng cho nhân vật Mother Maggie trong phim Family Guy tập phim "You can't do that on television, Peter". Tập phim được chiếu vào ngày 1/4/2012.
Cô cũng diễn vai phụ trong phim Peace, Love & Misunderstanding cùng với Jane Fonda, bộ phim được ghi hình ở New York, phần của cô được quay vào tháng 9/2010. Bộ phim được chiếu với suất giới hạn vào ngày 8/6/2012.
Đầu năm 2009, Katharine được nhận vai chính trong phim độc lập hài lãng mạn với kinh phí 6 triệu đôla Mỹ tên You May Not Kiss the Bride được quay ở Hawaii. Cô thủ vai Masha cùng với diễn viên nam Dave Annable. Bộ phim được ra mắt trong liên hoan phim quốc tế Sonoma lần thứ thứ 14 diễn ra từ ngày 6 tới ngày 10/4/2011. Bộ phim ra rạp ở thị trường Mỹ cuối năm 2012, được chiếu ở Hawaii ngày 29/8/2012 và một số thành phối như Chicago, Dallas, và Los Angeles vào ngày 21/9/2012, cũng như trên Video On Demand, iTunes và Amazon. Một trong số các bài hát trong phim được Katharine đồng sáng tác.
Tháng 1 năm 2013, tạp chí Forbes công bố Katharine lọt vào top 10 nghệ sĩ từ cuộc thi American Idol kiếm được nhiều tiền nhất (cô xếp hạng 7 với Kellie Pickler) với 1.1 triệu đôla Mỹ (trước khi trừ thuế và phí quản lý) cho những hoạt động âm nhạc và diễn xuất từ tháng 5/2011 tới tháng 5/2012.
Ngày 28/3/2013, cô trở lại trình diễn trên sân khấu American Idol trong tập top 8 của mùa thứ 12, với ban nhạc OneRepublic và trình diễn ca khúc "If I lose myself".
Tháng 4/2013, Katharine bắt đầu thu âm album thứ tư của mình và dự định sẽ phát hành album vào cuối năm 2013, album lần này hợp tác với Ryan Tedder, Linda Perry và Sia Furler. Loạt phim Smash cũng bị dừng phát sóng sau khi chiếu được 2 mùa. Vào tháng 8/2013, trong một bài phỏng vấn Katharine hi vọng sẽ ra mắt album mới vào năm 2014.

### 2014-17: Scorpion và Hysteria
Tháng 1/2014, tạp chí Forbes công bố Katharine lại lọt vào top 10 nghệ sĩ từ cuộc thi American Idol kiếm được nhiều tiền nhất (cô xếp hạng 10 với Jennifer Hudson) với 1 triệu đôla Mỹ (trước khi trừ thuế và phí quản lý) cho những hoạt động âm nhạc và diễn xuất từ tháng 5/2012 tới tháng 5/2013.
Vào tháng 11 và tháng 12/2013, Katharine ghi hình cho bộ phim của Hallmark Hall of Fame tên In My Dreams ở Vancouver, British Columbia, bộ phim được đạo diễn bởi Kenny Leon cùng với vai chính do Katharine và Mike Vogel trong hai người trẻ tìm kiếm tình yêu và thực hiện được giấc mơ của mình. Bộ phim được ra rạp vào ngày 20/4/2014..
Vào ngày 17/3/2014, có tin Katharine sẽ thủ vi Paige trong phim Scorpion. Website sản xuất phim truyền hình cũng ra thông báo về việc sẽ ghi hình bộ phim cùng ngày, đồng thời cô cũng đăng một bức ảnh trên Instagram của mình vào ngày 18/3 thông báo về việc đang ghi hình cho bộ phim. CBS nhận phát sóng bộ phim vào ngày 9/5/2014 và dự kiến công chiếu vào ngày 22/9.
Katharine cùng với bạn diễn trong loạt phim Smash là Megan Hilty tham gia làm khách mời trong series phim It Could be Worse của Wesley Taylor. Cả hai ghi hình vào tháng 1/2014, tập phim được chiếu trên kênh Hulu vào tháng 7/2014.
Katharine trả lời phỏng vấn về Scorpion với tạp chí L.A Times vào tháng 9/2014 rằng album thứ tư sẽ bị hoãn ra mắt do quá trình ghi hình của Scorpion.
CBS công chiếu Scorpion vào ngày 22/9/2014. Tập đầu tiên nhận được nhiều ý kiến trái chiều từ giới phê bình. Trên Metacritic, bộ phim nhận được 48/100 điểm, nghĩa là chỉ đạt mức trung bình từ 19 nhà phê bình. Tập đầu tiên đạt hơn 13.83 triệu lượt xem. Katharine cũng cover lại ca khúc "Can't take my eyes off you" của Frankie Valli trong tập "Risky Business".
Vào ngày 5/11/2014, Katharine là 1 trong nhiều người công bố giải thưởng của giải People's Choice Awards năm 2015.
Katharine biểu diễn ở chương trình A Home for the Holidays lần thứ 16, chương trình được chiếu trên truyền hình vào ngày 19/12/2014. Đây là lần xuất hiện thứ hai của Katharine trong chương trình này.
Vào này 7/1/2015, Katharine là người giới thiệu màn trình diễn của nhóm Lady Antebellum ở giải People's Choice năm 2015.
Vào ngày 12/1/2015, Scorpion được tiếp tục mùa thứ 2.
Ngày 18/1, Katharine hát Quốc Ca Mỹ trước khi giải NFC diễn ra ở Seattle. Ngày 26/1, cô đồng dẫn chương trình với nhà phân tích thể tham Boomer Esiason trong chương trình Greatest Super Bowl Commercials đặc biệt. Ngày 8/2, Katharine cũng là người giới thiệu màn biểu diễn của Tony Bennettand tại giải Grammy năm 2015 trên đài CBS.
Ngày 6/4/2015, diễn viên Ari Stidham thuộc dàn diễn viên của Scorpion thông báo trên chuyên mục Ask Me Anything của Reddit là anh và Katharine đã thu âm một bản song ca tên "Just Us" dự kiến ra mắt vào mùa hè.
Ngày 9/4/2015, Katharine đăng trên Instagram bật mí sẽ ra mắt video ca nhạc cho đĩa đơn đầu tiên từ album thứ tư của mình là "Lick My Lips", được chấp bút bởi Isabelle Summers từ nhóm nhạc Florence and the Machine, sẽ được ra mắt vào ngày 26/5. List nhạc của album Hysteria cũng được tiết lộ với một bài được Ryan Tedder viết và một bài nữa do Sia Furler viết. Ngày 14/8, bài hát đồng sáng tác của cô và Ryan Tedder là "Stranger than Fiction" được phát hành. Ngày 28/8, bài "Love Strikes" được đăng tải trên iTunes, còn album Hysteria của Kathrine được lên kệ vào ngày 18/9/2015.
Ngày 6/12, Katharine trình diễn ca khúc "You make me feel so young" và song ca bài hát "You and me" với John Legend ở chương trình Sinatra 100: An All-Star Grammy Concert.
Katharine cũng trình diễn ca khúc "Somewhere over the rainbow" trong chương trình American Idol ngày 24/3/2016. Cô cũng trình diễn ca khúc "Need you now" cùng với Casey James ở tập cuối của American Idol mùa thứ 15.
Katharine tham dự chương trình Lip Sync Battle vào ngày 7/4/2016, trong chương trình cô đấu với Jason Derulo và thắng cuộc.
Ngày 18/9/2015, cô ra mắt album thứ tư tên Hysteria một cách độc lập bao gồm những bản nhạc pop.
Tháng 9/2016, Katharine tiết lộ việc cô đang thu âm album thứ 5.
Tháng 12/2016, Katharine là ca sĩ mở đầu tour lưu diễn của Andrea Bocelli.
Ngày 12/2/2017, Katharine là người giới thiệu màn trình diễn cùng với The Chainsmoker ở giải Grammy 2017 trên CBS.
Ngày 23/3/2017, CBS tiếp tục ra mắt mùa thứ tư của Scorpion.
Ngày 16/4/2017, CBS chiếu buổi trình diễn "Stayin' Alive: A Grammy's Salute to the Music of Bee Gees" ở đó Katharine trình diễn ca khúc "Emotion". Buổi trình diễn được thu băng vào ngày 14/2/2017.
Tháng 6/2017, cô ghi hình cho bộ phim độc lập kinh phí "Louisiana Cavier" ở New Orleans, LA, được đạo diễn bởi Cuba Gooding Jr đồng thời cũng là diễn viên của bộ phim.

### 2017-hiện tại: I fall in love too easily và vở Waitress của Broadway
Ngày 5/10/2017, Katharine thông báo về album thứ 5 mang tên I Fall in Love Too Easily, đây là tuyển tập những ca khúc trữ tình được phát hành ngày 17/11/2017 thông qua BMG. Đĩa đơn đầu tiên "Night and Day" được phát hàng và tải miễn phí trên các trang của Entertainment Weekly và các trang tải nhạc khác như iTunes.
Ngày 4/11/2017, Katharine thủ vai người vợ cả của nhân vật Robert Durst trong bộ phim The Lost Wife of Robert Durst của Lifetime TV.
Album thứ 4 I Fall In Love Too Easily được lên lịch ra mắt vào ngày 17/11/2017.
Ca sĩ Sara Bareilles thông báo trên trang Twitter vào ngày 14/2/2018 là Katharine sẽ đảm nhận vai nữ chính Jenna trong phim truyền hình Waitress. Đây là vai diễn trên sân khấu Broadway của Katharine. Kathrine bắt đầu vai diễn của mình từ ngày 10/4 và hình vọng sẽ kéo dài vai diễn tới ngày 17/6. Ngày 27/5, Katharine thông báo cô sẽ tiếp tục vai diễn cho tới 19/8.
Ngày 11/5/2018, Katharine thu âm bài hát Living In the Moment và tải trên trang nhạc iTunes. Carol Bayer Sager chia sẻ bài viết trên trang Twitter rằng cô viết bài hát đó và được dùng để làm nhạc nền cho bộ phim Book Club.
Ngày 12/5/2018, CBS hủy bỏ Scorpion sau 4 mùa lên sóng.

## Cuộc sống riêng tư
Ngày 2/2/2008, Katharine kết hôn với Nick Cokas tại nhà thờ Beverly Hills Presbyterian. Ngày 22/5/2014, người phát ngôn của cô thông báo rằng cô đã đệ đơn ly hôn với Nick Cokas "sau một thời gian ly thân". Tin về việc ly hôn phát tán chỉ sau 7 tháng việc Katharine bắt gặp đang hôn đạo diễn đã có gia đình của loạt phim Smash là Michael Morris. Đơn ly hôn được chấp thuận vào ngày 8/2/2016.
Katharine từng hẹn hò 2 năm với bạn diễn loạt phim Scorpion là Elyes Gabel. Cả hai chia tay vào năm 2016.
Cô vừa mới đính hôn với nhà sản xuất nhạc 68 tuổi David Foster vào tháng 6/2018.

## Albums
| Năm  | Thông tin | Vị trí (Billboard) | Vị trí (Billboard) | Vị trí (Billboard) | Doanh số và xác nhận |
| Năm  | Thông tin | US                 | US Digital         | US Holiday         | Doanh số và xác nhận |
| ---- | --- | ------------------ | ------------------ | ------------------ | -------------------- |
| 2007 | Katharine McPhee - Ra mắt: 30 Tháng 1 năm 2007 - Hãng Đĩa: RCA - Dạng phát hành: CD, Tải nhạc số                                    | 2                  | 2                  | —                  | - US: 381,000        |
| 2010 | Unbroken - Ra Mắt: 5 tháng 1 năm 2010 - Hãng Đĩa: Verve Forecast - Dạng phát hành: CD, tải nhạc số                                  | 27                 | 25                 | —                  | - US: 45,000         |
| 2010 | Christmas Is the Time to Say I Love You - Ra mắt: 12 tháng 10 năm 2010 - Hãng Đĩa: Verve Forecast - Dạng phát hành: CD, tải nhạc số | —                  | —                  | 11                 | - US: 23,000         |

## Đĩa đơn
- Doanh số ở đây chỉ tính dạng nhạc trực tuyến
- Somewhere Over the Rainbow/My Destiny cũng được bán như đĩa CD truyền thống, bán được 169,000 bản[4]

| Năm  | Đĩa đơn                                                                   | Vị trí (Billboard) | Vị trí (Billboard) | Vị trí (Billboard) | Vị trí (Billboard) | Chứng nhận bởi RIAA | Doanh số | Album                                   |
| Năm  | Đĩa đơn                                                                   | US                 | US Pop             | US AC              | CAN                | Chứng nhận bởi RIAA | Doanh số | Album                                   |
| ---- | ------------------------------------------------------------------------- | ------------------ | ------------------ | ------------------ | ------------------ | ------------------- | -------- | --------------------------------------- |
| 2006 | "Somewhere Over the Rainbow"                                              | 12                 | 12                 | —                  | —                  | —                   | 131,000  | Đĩa đơn không trong album nào           |
| 2006 | "My Destiny"                                                              | 60                 | 42                 | —                  | —                  | —                   | 98,000   | Đĩa đơn không trong album nào           |
| 2006 | "Think"                                                                   | 121                | 90                 | —                  | —                  | —                   | 21,000   | American Idol Season 5: Encores         |
| 2007 | "Over It"                                                                 | 29                 | 23                 | —                  | 25                 | Gold                | 645,000  | Katharine McPhee                        |
| 2007 | "Love Story"                                                              | —                  | —                  | —                  | —                  | —                   | 92,000   | Katharine McPhee                        |
| 2009 | "Had It All"                                                              | —                  | —                  | 22                 | —                  | —                   | 29,000   | Unbroken                                |
| 2009 | "I'll Be Home For Christmas"                                              | —                  | —                  | —                  | —                  | —                   | 3,000    | I'll Be Home For Christmas - Single     |
| 2010 | "Have Yourself a Merry Little Christmas" (có sự tham gia của Chris Botti) | —                  | —                  | 16                 | —                  | —                   |          | Christmas Is the Time to Say I Love You |

### Linh tinh
Những bài hát dưới đây không xuất hiện trong album phòng thu của Katharine McPhee (ngoại trừ "Somewhere Over the Rainbow"").
- Doanh số ở đây là chỉ doanh số bán nhạc trực tuyến
- unk - Không rõ doanh số
- n/a - Không được phát hành như đĩa đơn nhạc số trong album đó

| Năm  | Bài hát                                                   | Album                                                   | Doanh số |
| ---- | --------------------------------------------------------- | ------------------------------------------------------- | -------- |
| 2006 | "Can't Help Falling in Love" (cùng với Andrea Bocelli)    | Under the Desert Sky                                    | n/a      |
| 2006 | "Somewhere Over the Rainbow"                              | J.C. Penney Jam: Concert for America's Kids             | n/a      |
| 2006 | "Somos Novios (It's Impossible)" (cùng vớiAndrea Bocelli) | J.C. Penney Jam: Concert for America's Kids             | n/a      |
| 2007 | "O Come All Ye Faithful"                                  | O Come All Ye Faithful - Single                         | 19,000   |
| 2008 | "Real Love" (with Elliott Yamin)                          | Randy Jackson's Music Club, Vol. 1                      | 8,000    |
| 2008 | "I Will Be There With You"                                | Ca khúc quảng cáo cho Japan Airlines                    | n/a      |
| 2008 | "I Know What Boys Like"                                   | I Know What Boys Like - Single                          | 9,000    |
| 2008 | "Connected"                                               | Barbie and the Diamond Castle Original Movie Soundtrack | 5,000    |
| 2008 | "Let Your Heart Sing"                                     | Tinker Bell Original Movie Soundtrack                   | unk      |
| 2008 | "The Prayer" (with Andrea Bocelli)                        | Hit Man: David Foster & Friends                         | unk      |
| 2008 | "Somewhere"                                               | Hit Man: David Foster & Friends                         | unk      |
| 2009 | "I've Got You Under My Skin"                              | Chris Botti: Live in Boston                             | unk      |

## Sự nghiệp phim ảnh
| Năm  | Phim                       | Vai                       | Ghi chú                          |
| ---- | -------------------------- | ------------------------- | -------------------------------- |
| 2007 | lonelygirl15               | Random Girl               | Khách mời; tập: "Truth or Dare"  |
| 2007 | Ugly Betty                 | chính mình                | Khách mời; tập: "I'm Coming Out" |
| 2007 | Crazy                      | Paramount Girl            | Cameo                            |
| 2008 | Bunny House                | Harmony                   | Vai phụ                          |
| 2009 | CSI: NY                    | Odessa Shaw / Dana Melton | Khách mời; tập: "Prey"           |
| 2010 | You May Not Kiss the Bride | Masha                     | Co-star; post-production         |
| 2014 | Scorpion                   | Paige Dineen              | Vai chính                        |